# Sky presents こちらQuizKnock放送部
『Sky presents こちらQuizKnock放送部』（スカイ・プレゼンツ こちらクイズノックほうそうぶ）は、ABCラジオ制作で、2022年10月7日（10月6日深夜）から毎週金曜0:30 - 1:00（木曜深夜）に放送される、QuizKnockがメインパーソナリティーを担当するラジオのバラエティー番組である。

## 概要
同番組は、QuizKnockのメンバー（週替わりで担当）と進行（実質的にはアシスタント）を務めるYouTuberのねおが、毎回取り上げる一つのテーマに対して深掘りし、雑学や豆知識を学ぶ教養バラエティー番組である。また、同番組とSky株式会社の公式YouTubeチャンネルおよび公式Instagramアカウントが連動し、正解者に抽選でプレゼントが当たるクイズ企画も毎週実施されており、Sky株式会社の公式サイト内の同番組のページでは過去の放送の聴き逃し配信もおこなっている。
番組ハッシュタグは「#こちらQKH」。
開始当時の放送局はABCラジオ、TBSラジオ、CBCラジオの3局であったが、2023年4月2日より放送エリアが拡大され、RKBラジオとMBCラジオでも放送されることになった。
ABCラジオでは2024年10月に『ABCミュージックパラダイス』の終了ならびに『ツギハギ』『みっくすっ。』開始に伴う大規模な改編を行ったため、この番組もこれに伴い放送枠が従来より1時間繰り上がり、日付上においても木曜の放送となった。

## コーナー
ライナーノーツ
テーマに沿った音楽をQuizKnockのメンバーが選曲し、その曲やアーティストにまつわる話を伺う。
歴史にヒントあり
テーマにまつわる歴史を学び、その歴史から今を生きるヒントを見つける。紹介する情報は番組調べ。
ご意見ボックス
番組の感想や話してほしいテーマや質問などを募集し、紹介された内容についてトークをする。

## ネット局・放送時間
2025年4月現在

制作局の朝日放送ラジオ以外、放送開始日の早い順に記載。
| 放送対象地域 | 放送局名  | 放送時間                     | 放送期間                   | 脚注   |
| ------------ | --------- | ---------------------------- | -------------------------- | ------ |
| 近畿広域圏   | ABCラジオ | 木曜 23:30 - 翌0:00          | 2022年10月7日（6日深夜） - | 制作局 |
| 関東広域圏   | TBSラジオ | 土曜 20:30 - 21:00           | 2022年10月1日 -            |        |
| 中京広域圏   | CBCラジオ | 月曜 0:30 - 1:00（日曜深夜） | 2022年10月3日（2日深夜） - |        |
| 鹿児島県     | MBCラジオ | 日曜 22:30 - 23:00           | 2023年4月2日 -             |        |
| 福岡県       | RKBラジオ | 日曜 23:30 - 24:00           | 2023年4月2日 -             |        |